# مايك فريمان
مايك فريمان (بالإنجليزية: Mike Freeman)‏ هو لاعب كرة قدم أمريكية أمريكي، ولد في 13 أكتوبر 1961 في ماونت هولي ‏ في الولايات المتحدة.

## وصلات خارجية
- مايك فريمان على موقع مرجع كرة القدم المحترفة.كوم (الإنجليزية)